# Álcsuszkafélék
Az álcsuszkafélék (Acanthisittidae) a madarak osztályának verébalakúak (Passeriformes) rendjébe tartozó család. Két nem és négy faj tartozik a családba.
Az újabb kutatások szerint, távolabb állnak a királygébics-alkatúak (Tyranni) alrendjéből, ahová tartoztak, mint korábban vélték, ezért egy külön alrendet hoztak létre a család számára.

## Elterjedésük, élőhelyük
Új-Zélandi erdők és bozótosok lakói.

## Megjelenésük
Testhosszúk 10 centiméter körüli. Rövid szárnyúk lekerekített, farkuk is nagyon rövid. Tollazatuk sárgásszürke.

## Életmódjuk
Táplálékuk rovarokból áll.

## Rendszertani besorolásuk
A családba az alábbi nemek és fajok tartoznak:
- Acanthisitta  (Lafresnaye, 1842) –  1 faj
  - álcsuszka (Acanthisitta chloris)

- Xenicus  (Gray, 1855) – 3 faj
  - déli-szigeti álfakusz (Xenicus gilviventris)
  - hosszúlábú álfakusz (Xenicus longipes) – kihalt
  - Stephens-szigeti álfakusz (Xenicus lyalli) – kihalt